# Trifluoruro di cloro
Il trifluoruro di cloro è il composto chimico binario del cloro trivalente con il fluoro, avente formula molecolare ClF3. A temperatura ambiente è un gas incolore, velenoso, estremamente reattivo e corrosivo, che può essere condensato come liquido giallo-verde chiaro. Allo stato solido è bianco. ClF3 è uno dei composti chimici più reattivi noti, e deve essere maneggiato con la massima cautela. Viene venduto generalmente in forma liquida in bombole pressurizzate. Il composto è utilizzato principalmente nella lavorazione dei combustibili nucleari e come agente fluorurante, ma è di interesse anche in applicazioni come pulitura industriale, incisione chimica nell'industria dei semiconduttori e altre operazioni industriali. Fu studiato anche per scopi bellici e come possibile propellente per razzi.

## Struttura molecolare e configurazione elettronica
ClF3 è un composto molecolare; la molecola ha una forma a T, con un legame più corto (159,8 pm) e due più lunghi (169,8 pm). Questa struttura è in accordo con la teoria VSEPR, che prevede che le due coppie di elettroni non condivise occupino due posizioni equatoriali in uno schema di base di bipiramide trigonale.
La molecola di ClF3 non segue la regola dell'ottetto, per cui è una molecola ipervalente.

## Sintesi
La prima sintesi di ClF3 fu fatta nel 1930 da Otto Ruff e Herbert Krug per reazione diretta di fluoro e cloro gassosi in un'ampolla di quarzo a -170 °C. La reazione produsse una miscela di ClF e ClF3; quest'ultimo fu separato per distillazione.
{\displaystyle {\ce {3F2 + Cl2 -> 2ClF3}}}
Industrialmente si fanno reagire fluoro e cloro in un reattore di nichel a 290 °C.

## Reattività
ClF3 puro è stabile a 180 °C in recipienti di vetro; oltre questa temperatura si decompone con un meccanismo radicalico riformando gli elementi costitutivi.
ClF3 è uno dei composti chimici più reattivi e ha fortissime proprietà ossidanti e fluoruranti. Reagisce in modo estremamente violento con quasi tutti i materiali organici ed inorganici, anche materie plastiche, e accende la combustione di molti materiali, anche amianto e materiali da costruzione senza bisogno di alcun innesco. Queste reazioni sono spesso violente, e a volte esplosive. Per moderarne la reattività, si può usare ClF3 diluito con gas inerti, o usarlo in solventi fluorocarburici, o agire a bassa temperatura.
Reagisce con molti metalli formando fluoruri; in alcuni casi (ad es. Na, Mg, Al, Zn e altri) a temperatura ambiente la reazione si arresta dopo che il metallo è stato ricoperto da uno strato superficiale di fluoruro, ma a più alta temperatura la reazione continua. 
Anche con i non metalli forma fluoruri, spesso incendiandosi spontaneamente. Ad esempio, con il fosforo si forma PCl3 e PF5, con lo zolfo forma SCl2 e SF4. 
Con l'acqua reagisce violentemente formando acido fluoridrico e acido cloridrico.
Se miscelato con H2S esplode anche a temperatura ambiente. 
Reagisce con la maggior parte dei cloruri trasformandoli in fluoruri, ad esempio:
{\displaystyle {\ce {2AgCl + 2ClF3 -> 2AgF2 + Cl2 + 2ClF}}}
Reagisce analogamente anche con ossidi refrattari, ad esempio:
{\displaystyle {\ce {2Al2O3 + 4ClF3 -> 4AlF3 + 3O2 + 2Cl2}}}
ClF3 liquido può inoltre agire sia da donatore di ioni fluoruro, formando il catione ClF2+, e sia da accettore di ioni fluoruro, formando 
l'anione ClF4−. Ad esempio:
{\displaystyle {\ce {SbF5 + ClF3 -> [ClF2]+[SbF6]-}}}
{\displaystyle {\ce {KF + ClF3 -> K+[ClF4]-}}}

## Usi

### Lavorazione di combustibili nucleari
Questa è l'applicazione più importante di ClF3. Sia in fase di arricchimento che nel riprocessamento di combustibili nucleari esauriti si sfrutta la capacità di ClF3 di fluorurare i metalli. L'uranio reagisce a 50-80 °C trasformandosi in UF6, che è volatile:
{\displaystyle {\ce {U(s) + 3ClF3 -> UF6(g) + 3ClF(g)}}}
Altri elementi presenti vengono anch'essi fluorurati, ma quasi tutti formano fluoruri non volatili, agevolando la separazione di UF6. In particolare, nei combustibili esauriti è presente plutonio, che forma PuF4, un solido non volatile.
In alternativa a ClF3, la fluorurazione può essere condotta direttamente con fluoro gassoso.
ClF3 è usato anche per rimuovere depositi e croste contenenti uranio nelle operazioni di decontaminazione e smantellamento degli impianti nucleari.

### Industria dei semiconduttori
Nell'industria dei semiconduttori ClF3 è usato per pulire le camere per deposizione chimica da vapore. Ha il vantaggio che si può rimuovere il materiale semiconduttore dalle pareti della camera senza bisogno di smontarla. A differenza di altri prodotti chimici, ClF3 esplica la sua funzione senza bisogno di essere attivato, dato che la temperatura della camera è sufficiente a decomporlo e farlo reagire con il materiale semiconduttore da rimuovere.

### Propellente per razzi
ClF3 fu studiato negli anni cinquanta come ossidante per sistemi propellenti di razzi. Le difficoltà di manipolazione ne hanno tuttavia precluso l'utilizzo. John Drury Clark, studioso di combustibili per razzi, scrisse:
"Naturalmente è estremamente tossico, ma questo è il problema minore. È ipergolico con qualsiasi combustibile noto, e così velocemente ipergolico che non si è mai potuto misurare un tempo di ritardo dell'accensione. È ipergolico anche con oggetti come tessuti, legno e ingegneri, per non parlare di asbesto, sabbia e acqua - con i quali reagisce in modo esplosivo. Lo si può conservare in recipienti di alcuni normali metalli strutturali - acciaio, rame, alluminio, ecc. - perché forma una sottile pellicola di fluoruro metallico insolubile che protegge il metallo stesso, come l'invisibile pellicola di ossido che si forma sull'alluminio gli impedisce di incendiarsi nell'atmosfera. Tuttavia, se questa pellicola si scioglie o è grattata via, e non ha possibilità di riformarsi, l'operatore ha il problema di aver a che fare con un fuoco tra metallo e fluoro. Per affrontare questa situazione ho sempre raccomandato un buon paio di scarpe da corsa."

### Applicazioni militari
Con il nome in codice N-Stoff ("sostanza N"), ClF3 fu studiato per applicazioni militari dall'Istituto Kaiser Wilhelm nella Germania nazista a partire da poco prima dell'inizio della seconda guerra mondiale. Furono compiuti test contro modelli che riproducevano le fortificazioni della Linea Maginot, e si trovò che era efficace sia come arma incendiaria che come arma chimica. Dal 1938 si iniziò a costruire a Falkenhagen una fabbrica di munizioni parzialmente bunkerizzata e parzialmente sotterranea della superficie di 31,76 km2, con l'intenzione di produrre 50 tonnellate al mese di N-Stoff, in aggiunta di Sarin. Tuttavia, quando fu catturata dall'Armata Rossa nel 1944, la fabbrica aveva prodotto in totale circa 30-50 tonnellate di ClF3, che non fu mai usato in guerra.

## Sicurezza
ClF3 è uno dei composti chimici più reattivi e pericolosi noti. Può corrodere e bruciare per semplice contatto anche materiali a base di ossidi normalmente considerati incombustibili. In un incidente industriale una fuoriuscita di 900 kg di ClF3 ha corroso 30 cm di calcestruzzo e 90 cm di ghiaino sottostante. Tutte le apparecchiature che vengono in contatto con ClF3 devono essere di materiale opportuno e perfettamente pulite, perché ogni contaminazione può incendiarsi per semplice contatto. Inoltre, i più comuni mezzi antincendio non sono in grado di fermarne l'ossidazione o la possono aggravare. È noto che ClF3 brucia sabbia, asbesto e altri materiali ignifughi, reagisce violentemente con ritardanti a base acquosa, ed è ossidante in assenza di ossigeno atmosferico, rendendo inefficaci gli antincendio come CO2, che agiscono per soffocamento (allontanando l'ossigeno dalla fiamma). Per contatto prolungato brucia il vetro.
L'esposizione a quantità notevoli di ClF3, sia liquido che gassoso, incendia i tessuti. La reazione di idrolisi con l'acqua è violenta e può provocare ustioni termiche. I prodotti di idrolisi sono principalmente acido fluoridrico e acido cloridrico, di solito liberati come vapori dato che la reazione è fortemente esotermica. L'acido fluoridrico è corrosivo per i tessuti umani, viene assorbito attraverso la pelle, danneggia il tessuto osseo e le vie nervose, e dà avvelenamenti potenzialmente letali. Rispetto all'acido fluoridrico, l'acido cloridrico è meno pericoloso per gli organismi viventi, ma è più corrosivo per i materiali inorganici.